# Eduard Romaniuta

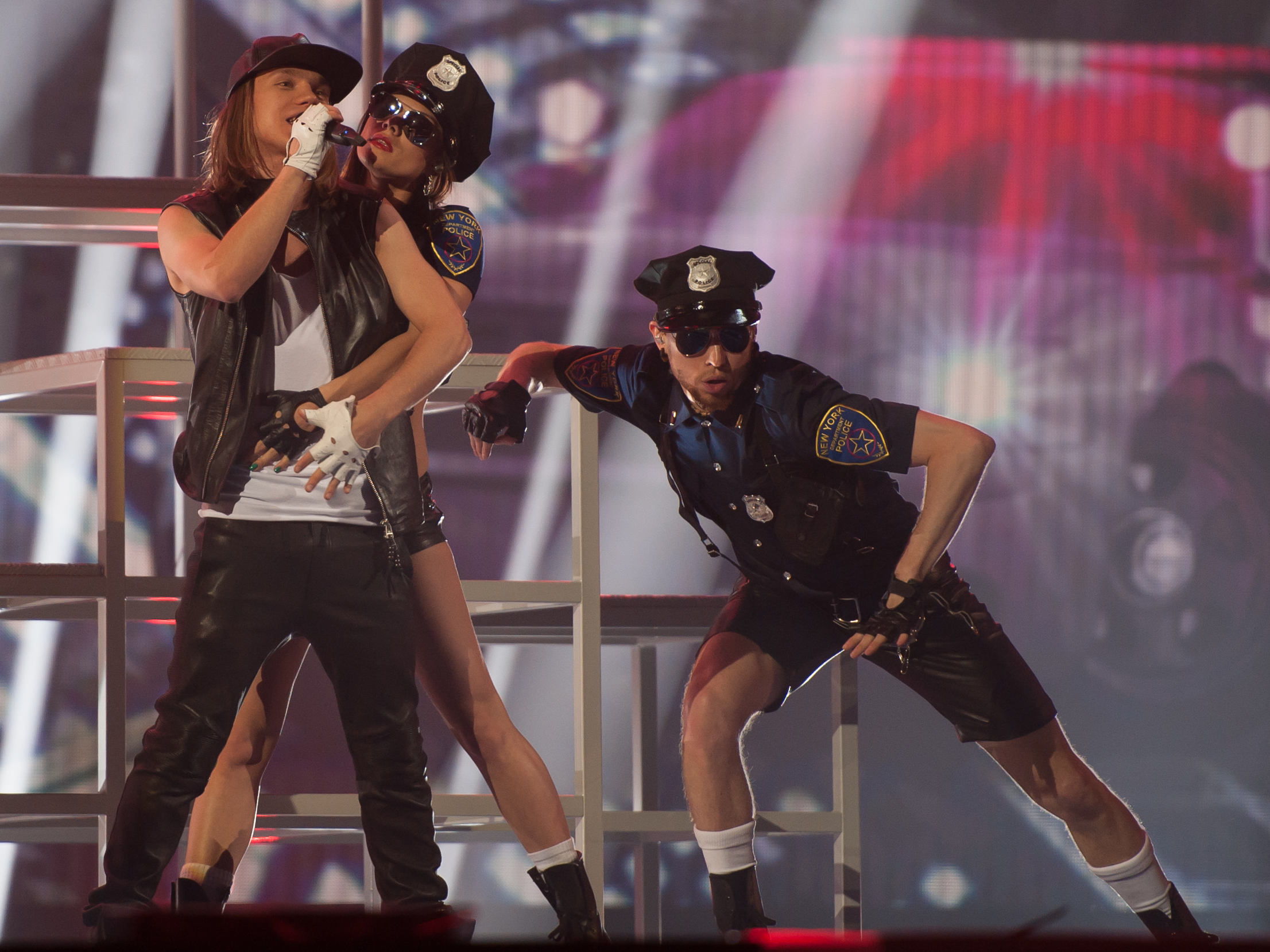
Eduard Romanyuta 2015

Eduard Romaniuta (n. 1992, Ternopil, Ucraina) este un cântăreț ucrainean de muzică pop. El a reprezentat Republica Moldova la Concursul Muzical Eurovision 2015 de la Viena, Austria cu piesa "I want your love".
În 2011 a participat la preselecția națională pentru Eurovision din Ucraina. Un an mai târziu, a luat locul 5 la Preselecția Ucraina Eurovision 2012.

## Legături externe
- Site oficial
- http://vk.com/id61429156 Profil pe Vkontakte
- Profil pe Twitter

| Premii și realizări                       | Premii și realizări                                    | Premii și realizări |
| ----------------------------------------- | ------------------------------------------------------ | ------------------- |
| Predecesor: Cristina Scarlat cu Wild Soul | Republica Moldova la Concursul Muzical Eurovision 2015 | Succesor: —         |